# Alcampell
Alcampell (en catalán ribagorzano, el Campell) es un municipio y población de España, perteneciente a la comarca de La Litera, al este de la provincia de Huesca, comunidad autónoma de Aragón, a 98 km de Huesca. Tiene un área de 58 km² con una población de 678 habitantes (INE 2016) y una densidad de 13,72 hab/km².

## Geografía
Alcampell está situado en la comarca de La Litera. Su término limita con Peralta de Calasanz (Alcaná, Cuatrocorz) y Baélls al norte, con Nachá, Castillonroy, Albelda y Almenar por el este, con Tamarite de Litera y Almacellas por el sur, con Altorricón por el suroeste y con San Esteban de Litera por el oeste (por los enclaves de Pelegriñón y Rocafort).
El término municipal comprende también el exclave de Pelegriñón, entre Rocafort y San Esteban de Litera.

## Historia
Alcampell abarca, no obstante esto, 5.780 hectáreas y comprende el actual despoblado de Pelegriñón. Elevado a 499 metros sobre el nivel del mar, "recoge la influencia de todos los vientos, los del norte en invierno y los del sur en verano".
Aunque los yacimientos ibéricos de Torre Bellet, Tossal de les Cases y Era de la Grossa de Piqué dan testimonio de asentamientos anteriores al entorno del municipio, el emplazamiento obedece al sistema defensivo que los árabes desarrollaron en la zona.

### Tres veces frontera
Alcampell es la frontera que divide el cambio de paisaje de la comarca. A este aspecto geográfico acompaña la circunstancia que los árabes utilizaron para edificar su fortaleza, dando continuidad a la imaginaria línea fronteriza en torno del primer milenio.
Este sistema estratégico no impidió que el conde de Urgell Ermengol IV la reconquistase entre el año 1090 y 1091.

### Alcampell de Urgell
Aunque no se tiene constancia del momento en que comenzó a existir Alcampell como población, se considera que esta fue en época musulmana pero los primeros documentos que hablan de Alcampell son del año 1098 donde los condes de Urgell dominan esta tierra. Por estas fechas la vecina población de Tamarite de Litera era propiedad de los musulmanes, hecho que convertía Alcampell en un lugar privilegiado de cara a la conquista de Tamarite. El origen del topónimo de Alcampell deriva del catalán donde significa "Campo pequeño".
Tamarite estuvo ocupado por los musulmanes del año 722 hasta el 1064. Tamarite fue conquistada por Sancho Ramírez en 1064, pero tres años después, en 1067 los musulmanes la volvieron a recuperar. Tamarite fue conquistada y perdida reiteradamente hasta el 1143, cuando definitivamente fue conquistada por Ramón Berenguer IV a Alfonso I.
Los condes de Urgell tuvieron fuertes enfrentamientos por motivos territoriales con los reyes aragoneses, particularmente con Jaime I. La condesa Aurembiaix de Ribagorza, concedió a Ramón de Peralta la posesión de Peralta y del castillo de Montmagastre, así como los derechos sobre Gabasa, Pelegriñón y Rocafort y a Jaime I los castillos de Calasanz y Albelda. El vizconde de Cabrera no quería que Albelda pasase a formar parte de la Corona y entrega al rey, el año 1229, el castillo de Tamarite y la zona de Alcampell.

### Alcampell de Aragón
Alcampell pasará a depender de la Corona aragonesa, pero igual que otros núcleos como Albelda, Altorricón, Algayón y otros lugares pasará a depender de Tamarite.
A partir de este momento, Alcampell tendrá varios problemas con la villa de Tamarite. En Alcampell existía la Carlanía del Quiñón; esta carlanía consistía en parte del territorio enfeudado, consistente en prestaciones que pagaba Alcampell con una décima parte de los frutos que cultivaban en los campos de sus pobladores. Esta carlanía fue una unión con Tamarite y los reyes de Aragón, sin el consentimiento de los ciudadanos.
Alcampell apareció como "Campell" en el archivo de la Corona de Aragón desde 1495 a 1646, debido a que a Tamarite y a sus poblaciones llegaron repobladores de Urgel, del Pallars y Barcelona, lo que explica que la lengua de la comarca fuese y sea actualmente el catalán.

### La separación de Tamarite
El municipio de Alcampell, se desvinculó de Tamarite en el siglo XIX. Este hecho provocó el inicio del crecimiento demográfico, hasta el punto de sobrepasar los 2.000 habitantes en el siglo XX. El éxodo de los pobladores a finales de los años 30 y principios de los 40, hizo que la población disminuyera hasta los 900 habitantes.
- Cédula auténtica de la separación de Alcampell de Tamarite, por la que el Señor D. Fernando VII concede Privilegio de villazgo al lugar de Alcampell del Reino de Aragón, corregimiento de Barbastro.

1831
Yo, el rey D. Fernando VII, por la gracia de Dios, Rey de Castilla, de León, de Aragón, de las dos Sicilias, de Jerusalén, de Granada, de Navarra, de Toledo, de Valencia, de Galicia, de Mallorca, de Menorca, de Sevilla, de Cerdeña, de Córcega, de Córdoba, de Murcia, de Jaén, de los Algarves, de Gibraltar, de las Islas Canarias, de las Indias Orientales y Occidentales, Islas y tierra firme del Mar Océano; archiduque de Austria, duque de Borgoña, de Brabante y de Milán; conde Abspung, de Flandes, Tirol y Barcelona; Señor de Vizcaya y de Molina.
Por cuanto en el año 1.785 por parte del Alcalde Regidor único y vecino del lugar de Alcampell, aldea de la villa de Tamarite de Litera, corregimiento de Barbastro en el mi reino de Aragón, se hizo relación a mi augusto abuelo de la separación de Alcampell y yo lo firmo y declaro villazgo y separado de Tamarite de Litera.

Lo más problemático fue la determinación del término municipal, pues los pobladores de Tamarite no estaban de acuerdo con que las tierras de Alcampell llegasen al sur de Tamarite. Se nombró como primer alcalde a D. Francisco Mancho, para sus trabajos a Barcelona y Madrid para conseguir la soñada separación. Los regidores como fueron José Fet y Antonio Cristóbal, el diputado José Naval y el seindeco procurador Joaquín Coll.

## Demografía
Alcampell cuenta con una población de 639 habitantes (INE 2024).
| Gráfica de evolución demográfica de Alcampell entre 1842 y 2021 |
| |
| Población de derecho según los censos de población del INE Población de hecho según los censos de población del INEEntre el censo de 1857 y el anterior, crece el término del municipio porque incorpora a Pelegriñón |

## Economía

### Evolución de la deuda viva municipal
| Gráfica de evolución de Deuda viva del Ayuntamiento de Alcampell entre 2008 y 2019                                |
| |
| Deuda viva del Ayuntamiento de Alcampell en miles de Euros según datos del Ministerio de Hacienda y Ad. Públicas. |

## Administración y política
| Período   | Alcalde                        | Partido |  |
| --------- | ------------------------------ | ------- |  |
| 1979-1983 | Ángela Blanco Brualla          | PCE     |  |
| 1983-1987 | Ángela Blanco                  | PCE     |  |
| 1987-1991 | Ángela Blanco                  | PCE-IU  |  |
| 1991-1995 | Sixto Luis Agudo González      | CAA-IU  |  |
| 1995-1999 | Antonio Solano                 | PP      |  |
| 1999-2003 | Antonio Solano                 | PP      |  |
| 2003-2007 | Josep Antón Chauvell Larrégola | PSOE    |  |
| 2007-2011 | Josep Antón Chauvell Larrégola | PSOE    |  |
| 2011-2015 | Josep Antón Chauvell Larrégola | PSOE    |  |
| 2015-2019 | Josep Antón Chauvell Larrégola | PSOE    |  |
| 2019-2023 | Josep Antón Chauvell Larrégola | PSOE    |  |
| 2023-20   | Juan Antonio Aurín Sallán      | PSOE    |  |

| Partido político    | Partido político                                   | 2003   | 2007   | 2011   | 2015   | 2019   | 2023   |
| Partido político    | Partido político                                   | Ediles | Ediles | Ediles | Ediles | Ediles | Ediles |
|                     | Partido de los Socialistas de Aragón (PSOE-Aragón) | 5      | 5      | 5      | 5      | 7      | 4      |
|                     | Partido Popular de Aragón (PP)                     | 1      | 1      | 1      | 1      | —      | 3      |
|                     | Partido Aragonés (PAR)                             | 1      | 1      | 1      | 1      | —      | —      |
|                     | Cambiar Alcampell                                  | —      | —      | —      | —      | —      | —      |
| Total de concejales | Total de concejales                                | 7      | 7      | 7      | 7      | 7      | 7      |

## Monumentos

### Monumentos religiosos

#### Iglesia de Santa Margarita
Constituye uno de los escasos ejemplos de iglesia edificada con estilo mudéjar que encontramos al norte del río Ebro. Su construcción se efectuó, probablemente, en el último tercio del siglo XVI.

#### Lospilaretsde Alcampell
Situados tanto dentro del casco urbano como en sus proximidades, encontramos cuatro pilarets dedicados a diversos santos. El día de cada santo se celebran diversos actos en su honor.

#### Ermita de Santa Margarita
La ermita de Santa Margarita era la capilla del cementerio antiguo de la villa que estaba situado al lado de esta. Su abandono comenzó el año 1888. En esta fecha se inauguró el nuevo cementerio. Al no existir documentación referente al año de su construcción, resulta de todo imposible establecerla con exactitud.

### Monumentos civiles

#### Torre Bellet
Torre Bellet es muy probable que tome el nombre de algún antiguo propietario de apellido Bellet. Sus orígenes son muy antiguos. En sus alrededores hay cuevas de difícil acceso que podrían remontarse al Paleolítico.
También existe la teoría que fue ocupada en la Edad del Cobre por tribus ilergetes de cultura ibérica que a medianos del siglo V a. C. se instalaron en la parte sur de lo que hoy representa la provincia de Lérida.
Posteriormente fue una de tantas torres en las que residían, de forma continuada, familias dedicadas a la agricultura y al ganado.

#### La Font
La Font, conocida por este nombre por todos, fue construida el año 1899, siendo alcalde Enrique Roces de Casa Luqués. Al lado de la fuente se instaló un lavadero público.
El terreno fue cedido por Benito Castilló a cambio de los sobrantes de agua, para regar una parcelas de su propiedad. Después de más de cien años, todavía se mantiene este acuerdo con los propietarios actuales.
El agua proviene de un nacimiento a la margen izquierda de la carretera de Alcampell a Tamarite, lugar donde antiguamente estaba ubicada la anterior fuente pública de la villa.
También existió, al lado de la fuente, un molino de aceite que aprovechaba el agua del nacimiento.

#### Font Blanca
Es probable que su nombre sea a causa de la naturaleza de sus aguas crudas. Se trata de una pequeña fuente que nace a las proximidades de la villa, proveniente de las aguas que circulan por encima de la roca de yeso del subsuelo.
Actualmente se encuentra en desuso, pero antiguamente fue de mucha utilidad pública, teniendo en cuenta que se encuentra a tocar del casco urbano de Alcampell.

#### Font d'Olç
Al lado de un nacimiento de agua donde los árabes construyeron unos sistemas de riegos, se formó un núcleo de población que conocemos con el nombre de Font d'Olç. El nombre tal vez proviene de que en otra época el propietario era alguien conocido como Olç o puede ser una variante de Font Dolça, es decir "Fuente Dulce".
En el "Libro del monedaje", de F. Utrilla, Zaragoza 1986, se relacionan: Ramón Carpí, Arnau Carpí, Beringuero de Castellnueyt o Pere Padela habitantes de Font dOlç, entre otros, como integrantes del núcleo mayor de El Campell, la cual cosa pone de manifiesto que fue un lugar habitado hasta una época tardía. Para acceder a la fuente sólo se puede hacer a través de una propiedad privada.

#### Pelegriñón
A seis kilómetros por una pista desde Alcampell, encontramos el núcleo de Pelegriñón (en catalán, Pelegrinyó). En la década de los 60-70 se despobló. Podemos encontrar una pequeña parroquia de origen románico.
Pelegriñón fue reconquistado a los musulmanes por Ermengol IV en el año 1100.
Durante el mes de mayo se celebra una romería a la ermita de Santa Ana, situada en los alrededores de Pelegriñón.

#### Zona Geológica - Panorámica
El paisaje redondeado que vemos viene determinado por los materiales que se encuentran debajo de la vegetación, los yesos del anticlinal de Basbastro-Balaguer. Su erosión fácil y su deformabilidad permiten que observemos un relleno lleno de líneas suaves sin rupturas. En otras ocasiones, en terrenos con una cubierta vegetal menor, la alternanza de yesos y terrenos más margosos nos permiten observar un paisaje a rallas muy peculiar. Este contraste claro/oscuro está acentuado por la presencia de vegetación y la inexistencia de esta en las zonas yesíferas más puras y de color blanco.
La vegetación y la fauna asociadas a estos terrenos son cada vez más apreciadas y estudiadas. Testimonio de esto es la Declaración el año 2000 de área denominada "Yesos de Barbastro" como Lugar de interés para la conservación de la Naturaleza (LIC) por parte de la Comunidad Europea.
¿Cómo se formaron estos materiales?
Se depositaron horizontalmente al fondo de lo que era un gran lago mientras que este se evaporaba rápidamente hace aproximadamente 36,6 millones de años.

#### Lo Clot de Torrent
Las dolinas son depresiones de terreno más o menos circulares que suelen aparecer en terrenos calcáreos o yesíferos como es el nuestro. Se pueden formar o bien por disolución de los yesos durante la infiltración del agua o bien por la caída del techo de las cavernas subterráneas.
En ellas se infiltran o acumulan las aguas superficiales. Actúan como punto de unión entre las aguas superficiales y las subterráneas, de aquí la importancia de no utilizarlas como basurero.
Los yesos se erosionan por la disolución ejercida por el agua, tanto al interior como al exterior, donde se abren grietas, galerías y hasta cuevas.
Estos procesos de disolución, que se reflejan al exterior con la aparición de las dolinas, pueden llegar a ocasionar graves daños, por hundimiento, a las edificaciones o infraestructuras que se localizan sobre ellas si no se toman las medidas preventivas correspondientes.
La Dolina de Lo Clot del Torrent presenta una forma en planta, poco habitual, ya que no es circular y tiene una pared mucho más vertical que la otra.

## Cultura
Los habitantes de Alcampell son de habla castellana y catalana, puesto que se sitúa en Huesca, pero en la "franja catalanófona".

### Deporte
Cada año en noviembre se celebra la tradicional Marcha BTT, "La Lliterana". Para más información visita la web Agolpedepedal.com

### Fiestas
- San Ramón Nonato, 31 de agosto.
- Santa Margarita, 20 de julio.
- San Isidro, 15 de mayo.
- Romería al poblado de Pelegriñón, primer domingo de mayo.